# Салонцукор
Салонцукор (угор. Szaloncukor — салонні солодощі, салонний цукор; словац. salónka чи salónky) — цукерки, традиційна прикраса різдвяної ялинки в Угорщині.

## Історія

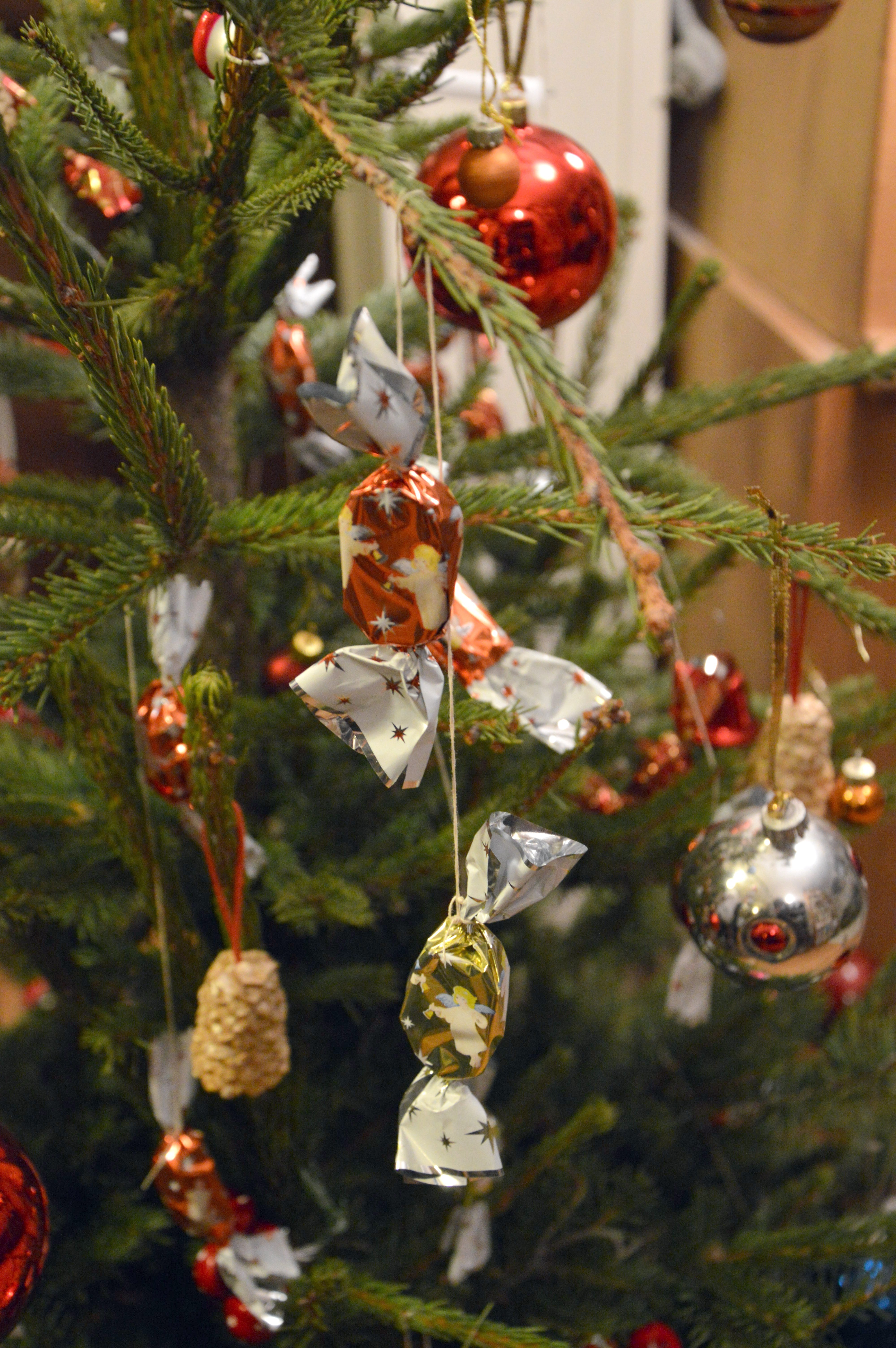
Салонцукор на ялинці

Перший угорський рецепт помадок в шоколадній глазурі з'явився у 1891 році в кулінарній книзі Ґези Куґлера. В сьогоднішніх книгах для ласунів можна нарахувати не менше двадцяти рецептів улюблених угорських різдвяних цукерок.

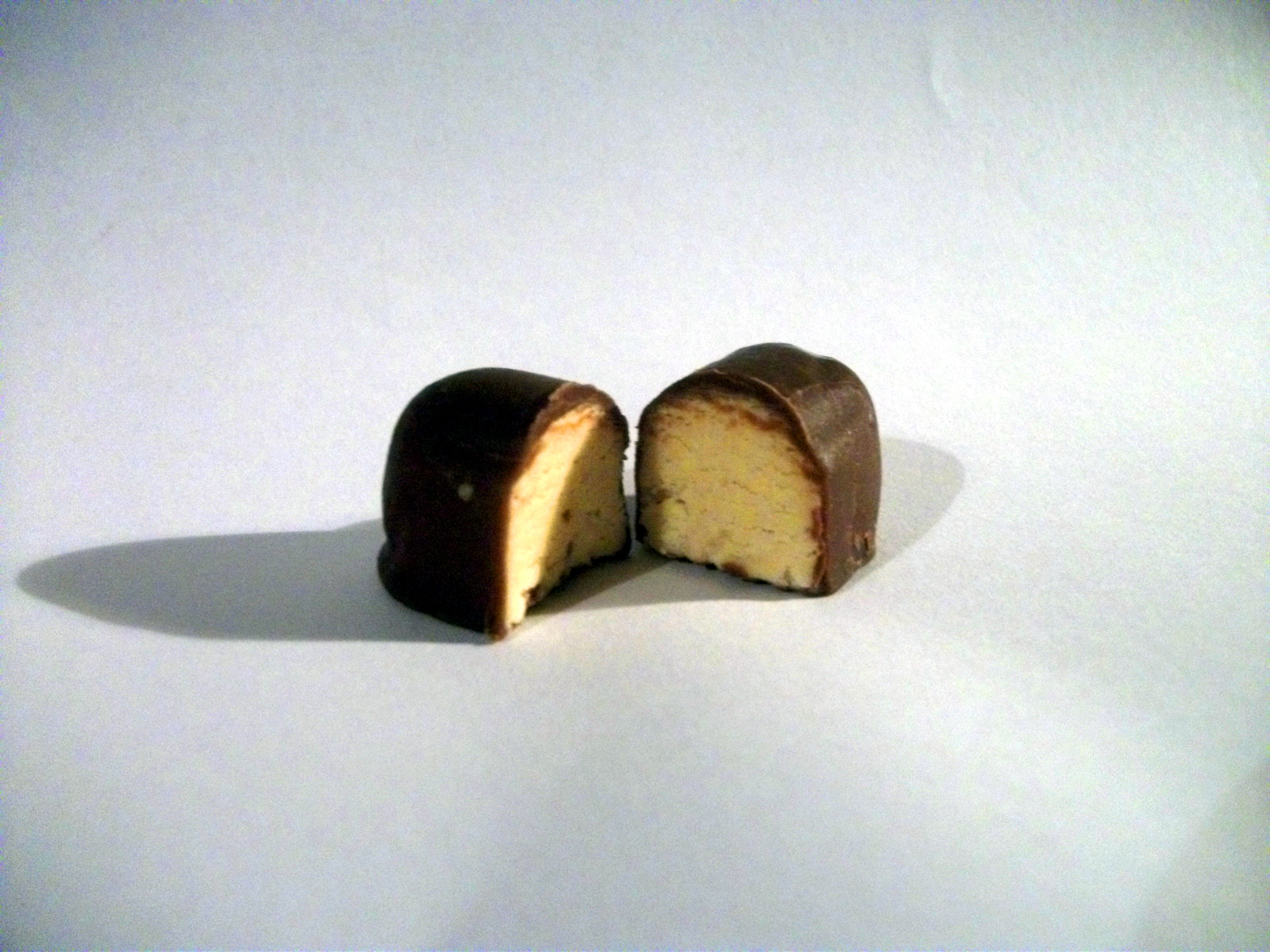

Спочатку різдвяний салонцукор готували вручну, в невеликих кондитерських, а потім у 1868 році Фрідеш Штюмер відкрив саму першу кондитерську фабрику, оснащену паровими верстатами. Конкурентом Штюмера стала шоколадна фабрика Жербу і Куґлера, яка з'явилася у 1897 році.
Традиція прикрашати різдвяну ялинку салонцукром в Угорщині ведеться з 1820 року.

## Опис
Салонцукор містить різні інгредієнти в шоколадній помадці, що загорнута у різнобарвну з блискітками обгортку.
Різдвяна ялинка встановлювалася у вітальні, що в ті часи називалася «салоном». Сучасні салонцукори випускаються різного смаку, наприклад, кокосового, полуничного, ванільного, мигдалевого.
Щороку на різдвяні свята в Угорщині з майже 10-мільйонним населенням споживається загалом близько 4 тис. тонн салонцукру, або по одній упаковці на кожного жителя.
У 2011 в Угорщині виготовлено велетенську цукерку салонцукор, вагою понад 200 кг та завдовжки три метри.